# José de Mendoza y Ríos
José o Josef de Mendoza y Ríos fou un astrònom i matemàtic espanyol del segle xviii, famós pel seu treball en la navegació. La primera obra de Mendoza y Ríos es va publicar el 1787: el seu tractat sobre la ciència i la tècnica de la navegació en dos volums. Després d'això va proposar la creació de la biblioteca marítima, situada a Cadis, que amb el temps va convertir en el Dipòsit Hidrogràfic de la marina.
També va publicar diverses taules emprant el mètode del haversine de la seva invenció per facilitar els càlculs d'astronomia nàutica i molt útils en la navegació per calcular la latitud d'un vaixell al mar per dues mesures d'altura del sol, i la longitud pel sistema de les distàncies lunars d'un cos celeste.
En l'àmbit dels instruments nàutics, va millorar el cercle de reflexió de Borda. El 1816, va ser escollit membre estranger de la Reial Acadèmia Sueca de Ciències.
Com a fet curiós sobre el mètode de càlcul d'aquella època, mentre redactava la darrera edició de les seves famoses TAULES LUNARS, el 1815 (deu mesos abans de suicidarse), va escriure una carta al general amic seu, Espinosa y Tello, on deia textualment: "...tengo entre manos trabajos de tal envergadura que no me dan abasto dos calculadores, tomaré cuatro o cinco calculadores más a mi regreso a Londres..."

## Obres

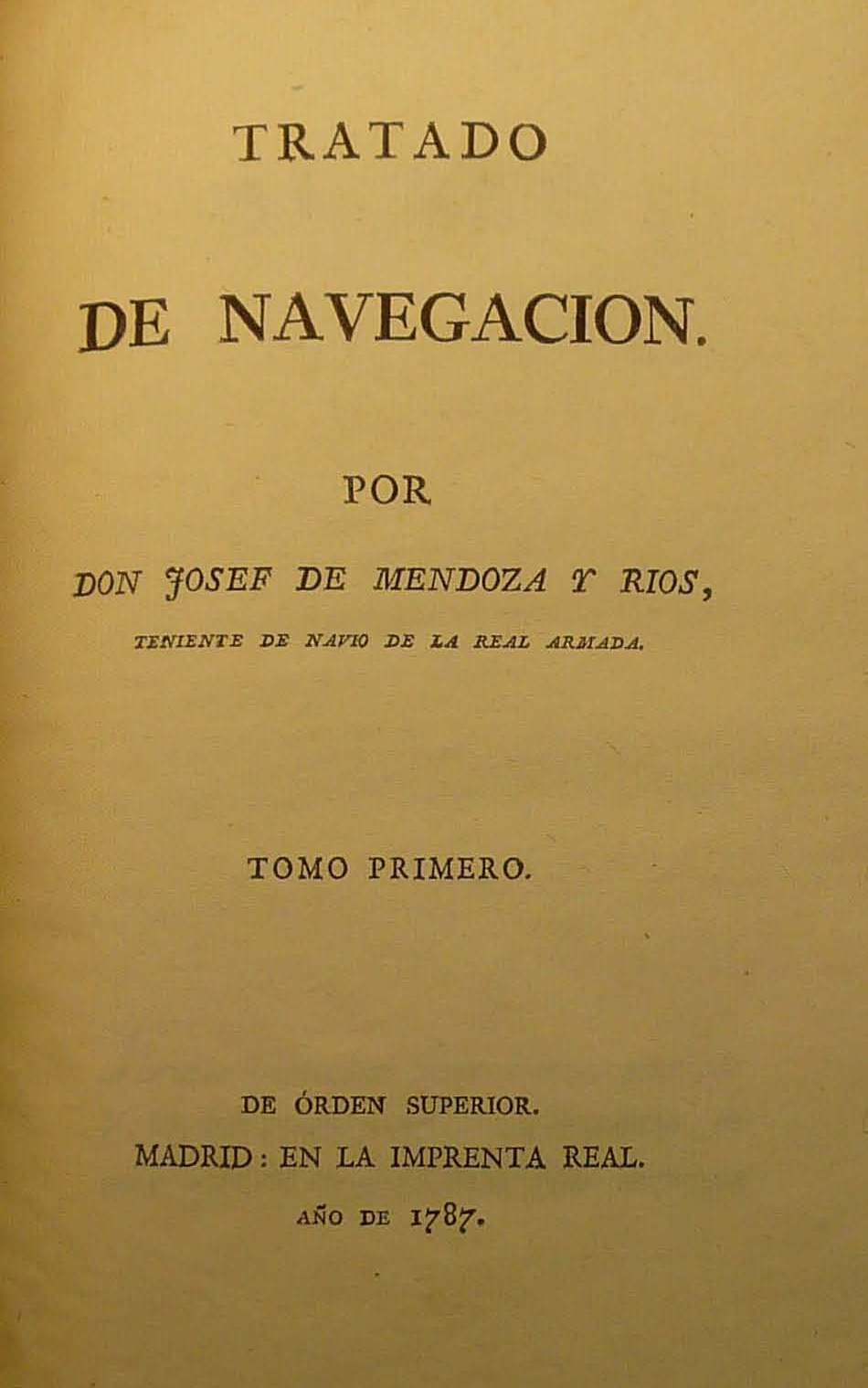
Tractat de navegació. Tom primer

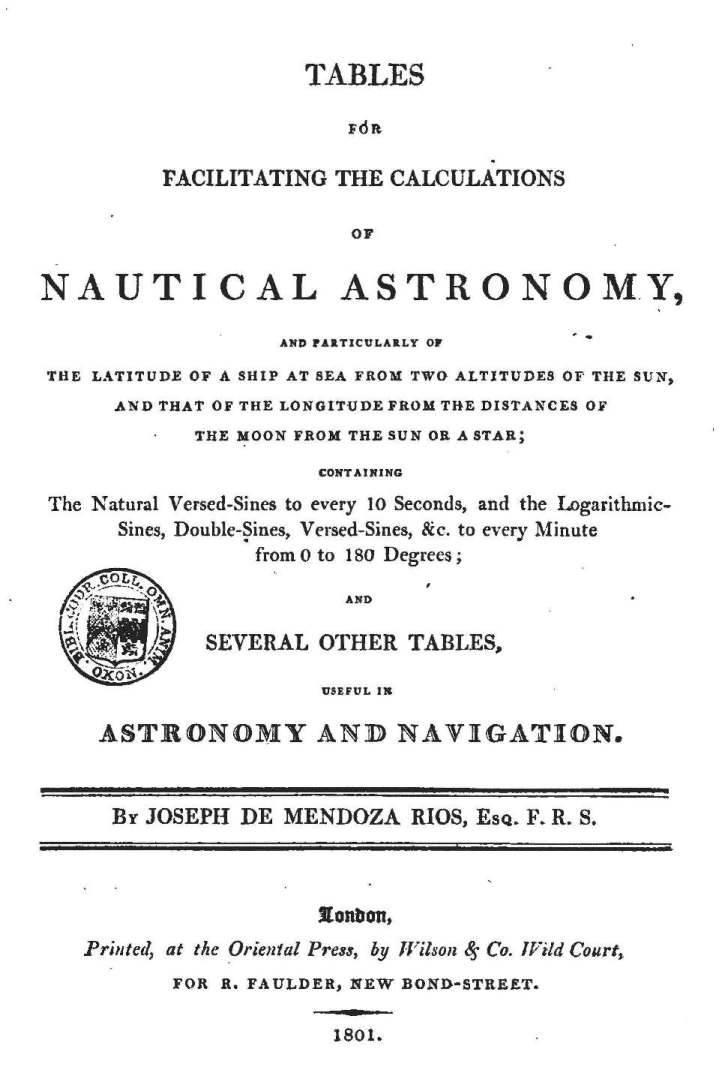
Taules per facilitar els càlculs de l'astronomia nàutica

- Tractat de Navegació. Tomo I i Tomo II, Madrid, Imprenta Real, 1787.
- Quadre latituds des croissantes Connoissance des Temps ... pour l'année comune 1793 (1791): 303.
- Mémoire sur la méthode de trouver par la latitud au moyen de deux hauteurs du Soleil, del'intervalle de TEM écoule entre les deux observacions, i de la estimée latitud. Connoissance des Temps pour l'année comune 1793 (1791): 289-302.
- Mémoire sur la méthode de trouver par la latitud au moyen de deux hauteurs du Soleil, de l'Intervalle de temps écoulé entre les deux et observations de l'estimée latitud, ... [París], [SI], [1793] 8 °, 14 p. et planche.
- Mémoire sur le calcul de la longitud en mer, par les distància de la lune au soleil et aux étoiles. Connaissance des Temps ... (1796-1797): 258-284.
- Recherches sur les solutions des principaux problemes Nautique de l'Astronomie. Philosophical Transactions, 87 (1797): 43-122.
- Recherches sur les solutions des principaux problemes Nautique de l'Astronomie. Londres, [S.I.], 1797,4 º, 4 + 85 p.
- Algunes Memòries sobre nous mètodes de calcular la longitud per les distàncies lunars. Madrid, Imprenta Real, 1795.
- Col·lecció de taules per a diversos usos de la navegació. Madrid, Imprenta Real, 1800. (Traduïda a l'anglès l'any següent).
- Taules per corregir l'altura observada del sol, la lluna i les estrelles. Londres, [S.I.], [1.801] 4 º, 92 p.
- Millores sobre el cercle de reflexió. Philosophical Transactions, 91 (1801): 363-374.
- Millores sobre el cercle de reflexió. Londres, W. Bulmer, 1801,4 º, 14 p.
- Taules per facilitar els càlculs de l'astronomia nàutica, i en particular de la latitud d'un vaixell al mar per dues altures del sol, i la longitud per les distàncies de la lluna, del sol o una estrella, i en particular de la latitud d'un vaixell al mar de dues altures del sol, i que de la longitud de les distàncies de la lluna, del sol o una estrella, amb els sinus naturals - a cada 10 segons, versines, coversines, i el haversine & c. a cada minut des de 0 fins a 80 graus, i diverses altres taules, útils en l'astronomia i la navegació. Londres, R. Faulder, 1801. 4 º, 8 + 311 + 77 p. Apèndix, que conté les taules de càlcul de la distància aparent de la lluna del sol o una estrella, dels efectes de paral·laxi i refracció. Per H. Cavendish: 77 p. en fi.
- Una col·lecció completa de taules per a la navegació i l'astronomia nàutica, amb un mètode senzill, concís i exacte per al càlcul molt útil en el mar, en particular, per deduir la longitud per la distància lunar, i la latitud per dues altures del sol i l'interval de temps entre les observacions. Londres, imprès per T. Bensley, venut per R. Faulder, etc., 1805. Foli, 12 + 47 + 670 p. + 1 h.
- Una col·lecció completa de taules per a la navegació i l'astronomia nàutica, amb un mètode senzill, concís i exacte per al càlcul molt útil en el mar. Connaissance des Temps ... pour l'an 1808 (1806): 443-447.
- Una col·lecció completa de taules per a la navegació i l'astronomia nàutica, amb un mètode senzill, concís i exacte per al càlcul molt útil en el mar, en particular, per deduir la longitud per la distància lunar, i la latitud per dues altures del sol i l'interval de temps entre les observacions 2a ed. millorat. Londres, T. Bensley, 1809. 4 º, 6 p. + 1 h. + 604 p. + 58 p. + 1 h.
- Taules per facilitar el càlcul de l'astronomia nàutica. Londres, 1812.
- Formularis per al càlcul de la longitud... amb les taules publicades per Joseph de Mendoza Ríos. Londres, Black, Parry, & Co, 1814,4 º, [76] + [2] p.